# ویسوکا لهوتا
ویسوکا لهوتا (به چکی: Vysoká Lhota) یک منطقهٔ مسکونی در جمهوری چک است که در شهرستان پلهرژیموف واقع شده‌است.
 ویسوکا لهوتا ۳٫۱ کیلومتر مربع مساحت و ۱۷ نفر جمعیت دارد و ۶۱۵ متر بالاتر از سطح دریا واقع شده‌است.